# Cham-e Shahāb
Cham-e Shahāb (persiska: چم شهاب, چَم شَهَب) är en ort i Iran.   Den ligger i provinsen Bushehr, i den centrala delen av landet, 700 km söder om huvudstaden Teheran. Cham-e Shahāb ligger 15 meter över havet och antalet invånare är 130.
Terrängen runt Cham-e Shahāb är platt, och sluttar söderut. Runt Cham-e Shahāb är det ganska glesbefolkat, med 38 invånare per kvadratkilometer. Närmaste större samhälle är Bandar-e Ganāveh, 7,7 km söder om Cham-e Shahāb. Trakten runt Cham-e Shahāb är ofruktbar med lite eller ingen växtlighet.